# Betws Garmon
Betws Garmon är en socken i Gwynedd i Wales i Storbritannien.
En del av berget Snowdon ligger i Betws Garmon.